# Jasper, Georgia
Jasper är administrativ huvudort i Pickens County i Georgia. Orten har fått namn efter militären William Jasper som stupade i amerikanska frihetskriget. Vid 2010 års folkräkning hade Jasper 3 684 invånare.

## Kända personer från Jasper
- Farish Carter Tate, politiker